# Landsberg am Lech
Landsberg am Lech – miasto powiatowe w Niemczech, w kraju związkowym Bawaria, w rejencji Górna Bawaria, w regionie Monachium, siedziba powiatu Landsberg am Lech. Leży nad rzeką Lech, przy autostradzie A96, drodze B17 i liniach kolejowych Monachium – Memmingen i Bobingen – Weilheim in Oberbayern.
Najbliżej położone duże miasta: Augsburg, Monachium ok. 50 km na wschód, Norymberga – ok. 200 km na północny wschód i Stuttgart – ok. 200 km na północny zachód. Nie zostało zburzone podczas drugiej wojny światowej. W tutejszym więzieniu po nieudanym puczu monachijskim przebywał Adolf Hitler.

## Zabytki
Stare miasto w Landsberg am Lech jest dobrze zachowane i posiada wiele zabytków architektury.
Na uwagę zasługują:
- ratusz (XVIII wiek), fasada zaprojektowana przez Dominikusa Zimmermanna
- Kościół Wniebowzięcia Najświętszej Marii Panny (Mariä Himmelfahrt), o cennych barokowych wnętrzach
- Kościół św. Jana (Johanniskirche), zaprojektowany przez Dominikusa Zimmermanna
- Kościół św. Krzyża (Heilig-Kreuz-Kirche)
- pozostałości obwarowań, m.in. brama Bayertor
- kamienice

## Demografia
Dane o ludności z 31 grudnia 2008:
| Opis                                | Ogółem | Ogółem | Kobiety | Kobiety | Mężczyźni | Mężczyźni |
| ----------------------------------- | ------ | ------ | ------- | ------- | --------- | --------- |
| Jednostka                           | osób   | %      | osób    | %       | osób      | %         |
| Populacja                           | 27 712 | 100    | 13 587  | 49,03   | 14 125    | 50,97     |
| Wiek przedprodukcyjny (0–17 lat)    | 5042   | 18,19  | 2463    | 8,89    | 2579      | 9,31      |
| Wiek produkcyjny (18–65 lat)        | 17 937 | 64,73  | 8465    | 30,55   | 9472      | 34,18     |
| Wiek poprodukcyjny (powyżej 65 lat) | 4733   | 17,08  | 2659    | 9,6     | 2074      | 7,48      |

## Polityka
Nadburmistrzem miasta jest Ingo Lehmann z SPD, rada miasta składa się z 30 osób.
|      | CSU/BB | SPD | Zieloni | UBV | BAL | FW | ödp | Razem |
| 2008 | 11     | 6   | 5       | 6   | -   | 1  | 1   | 30    |
| 2002 | 13     | 7   | 3       | 3   | 1   | 2  | 1   | 30    |

## Współpraca
Miejscowości partnerskie:
- Bushey, Wielka Brytania
- Failsworth, Wielka Brytania
- Frohnleiten, Austria
- Hudson, Stany Zjednoczone
- Rocca di Papa, Włochy
- Saint-Laurent-du-Var, Francja
- Siófok, Węgry
- Waldheim, Saksonia

## Galeria

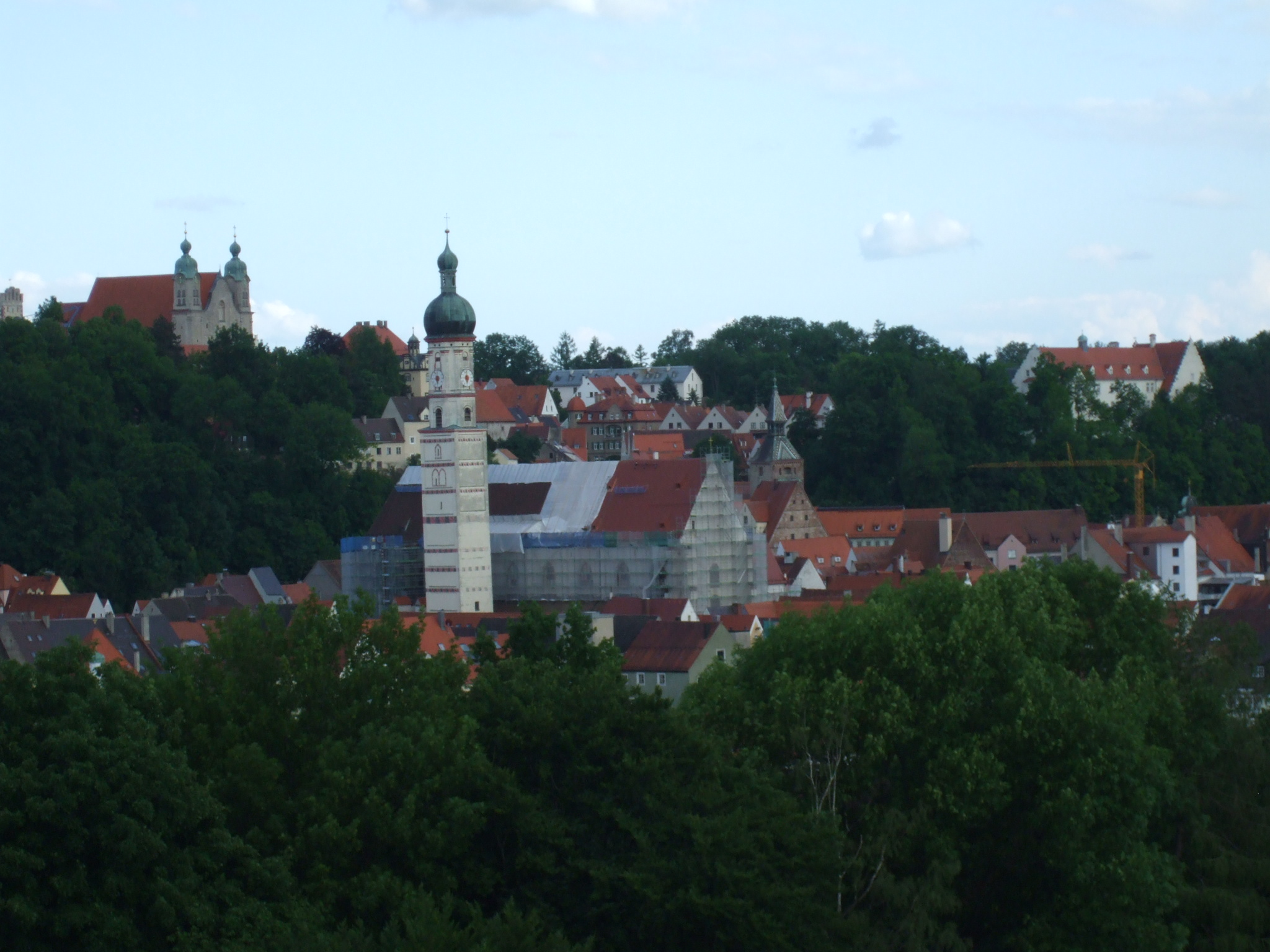
Panorama starego miasta
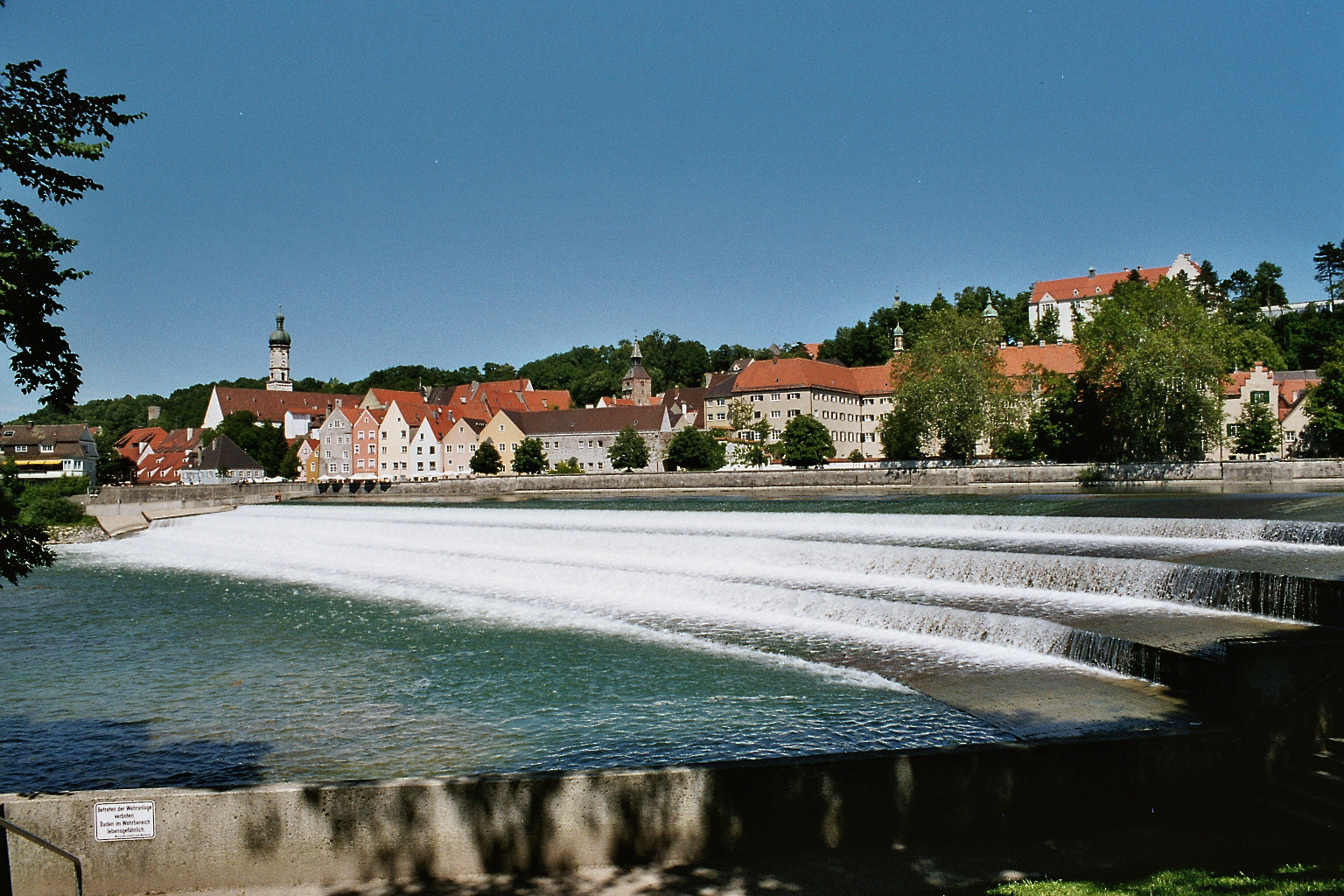
Widok od strony rzeki
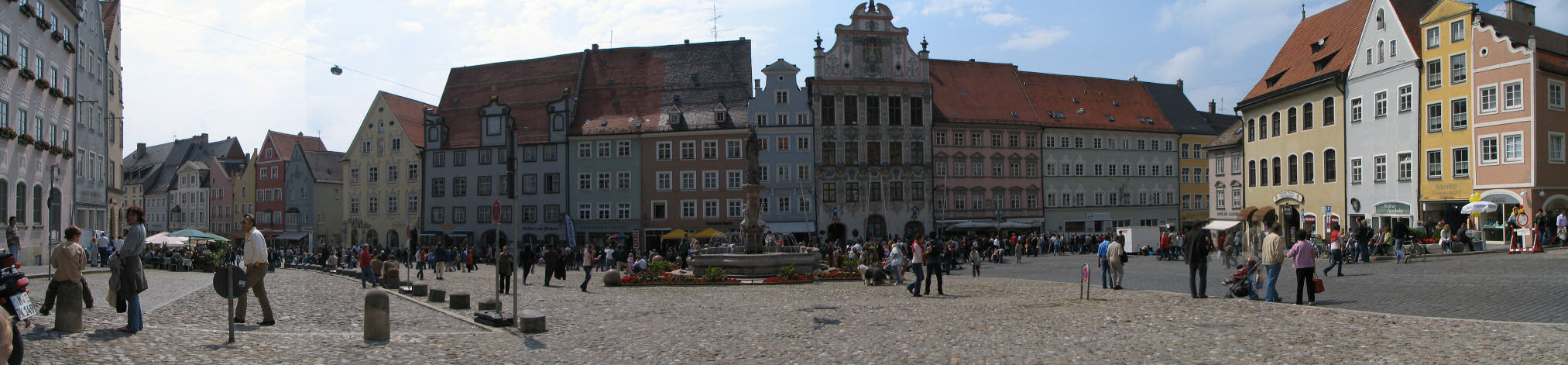
Rynek
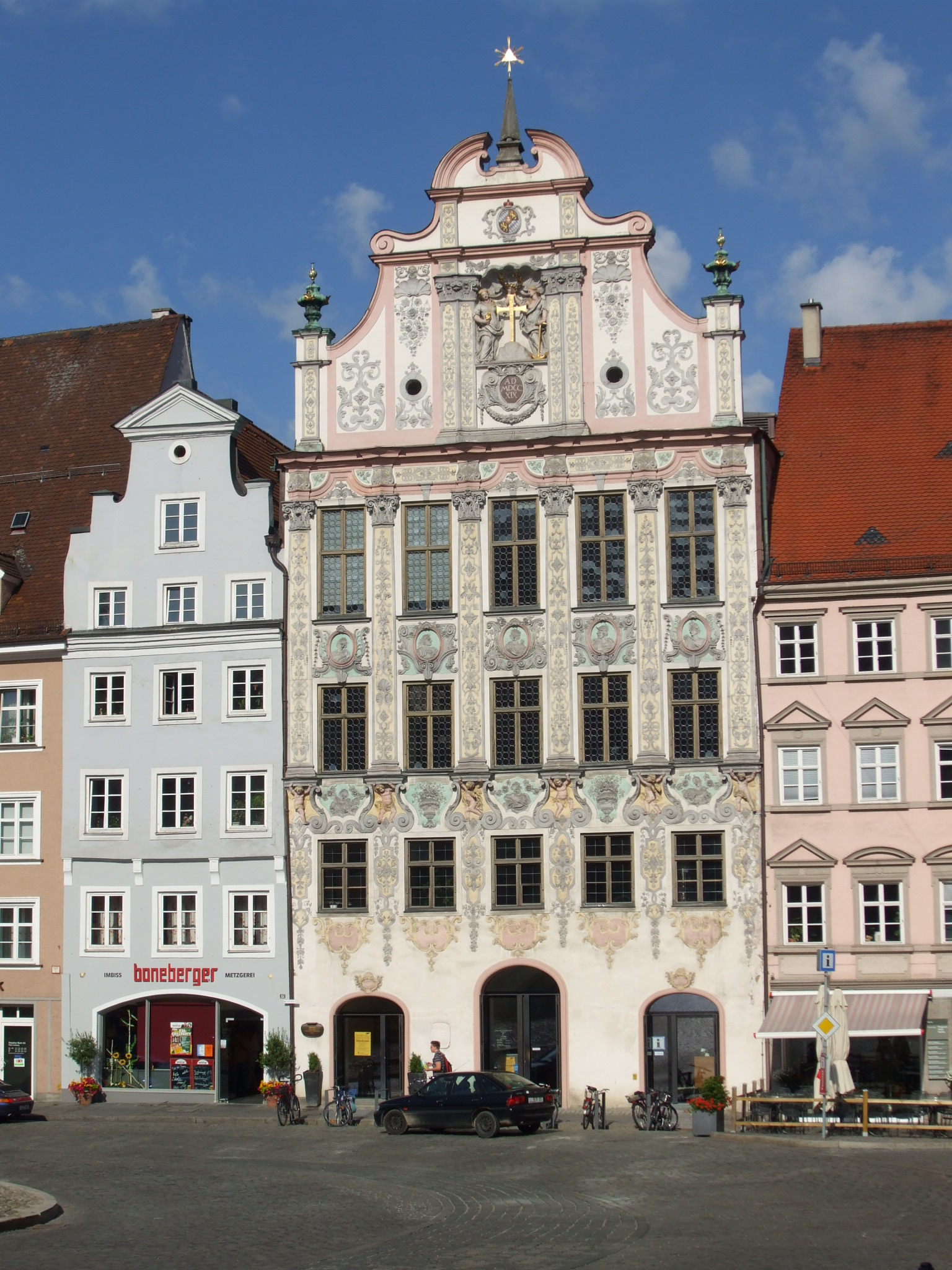
Ratusz
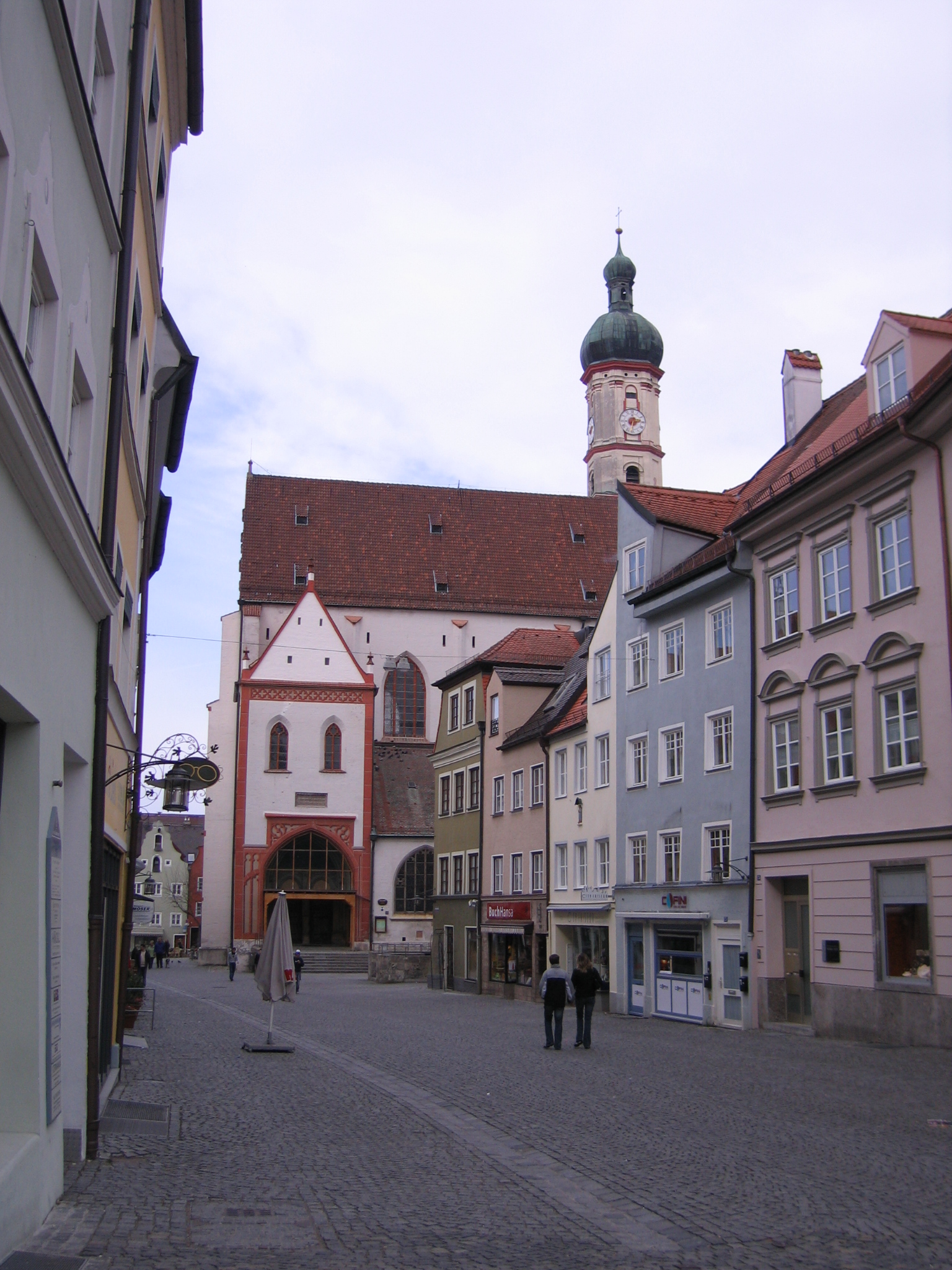
Kościół Wniebowzięcia Najświętszej Marii Panny (Mariä Himmelfahrt)
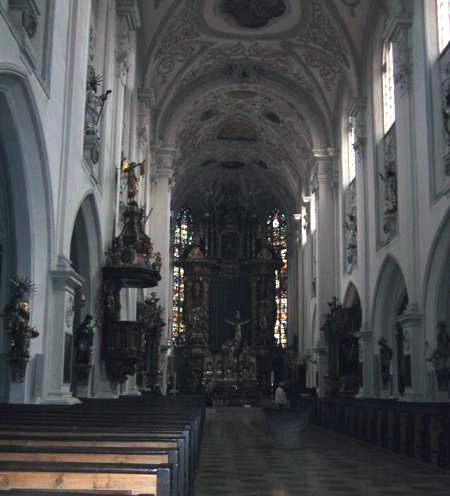
Kościół Wniebowzięcia Najświętszej Marii Panny – wnętrze
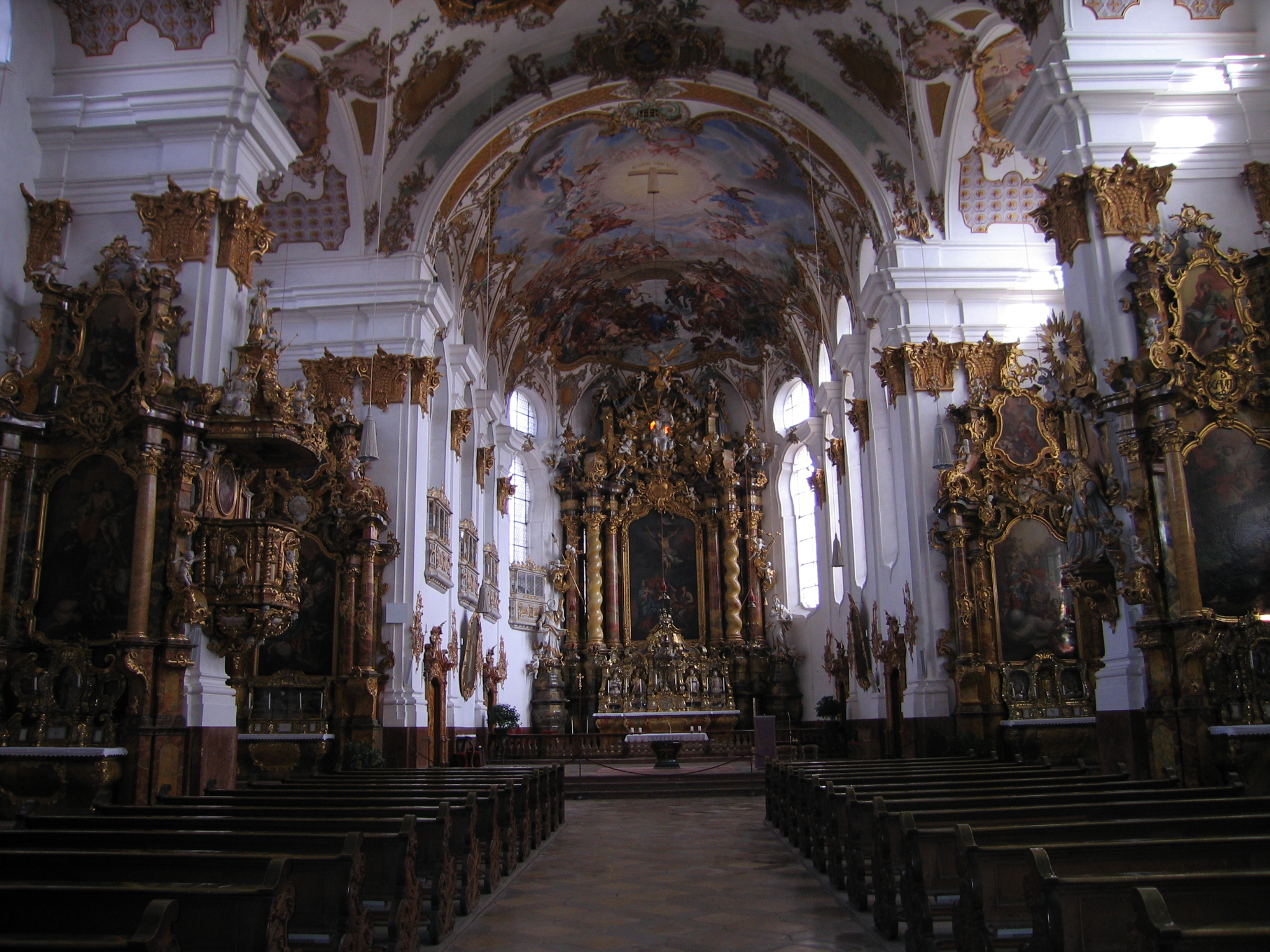
Wnętrze kościoła św. Krzyża (Heilig-Kreuz-Kirche)
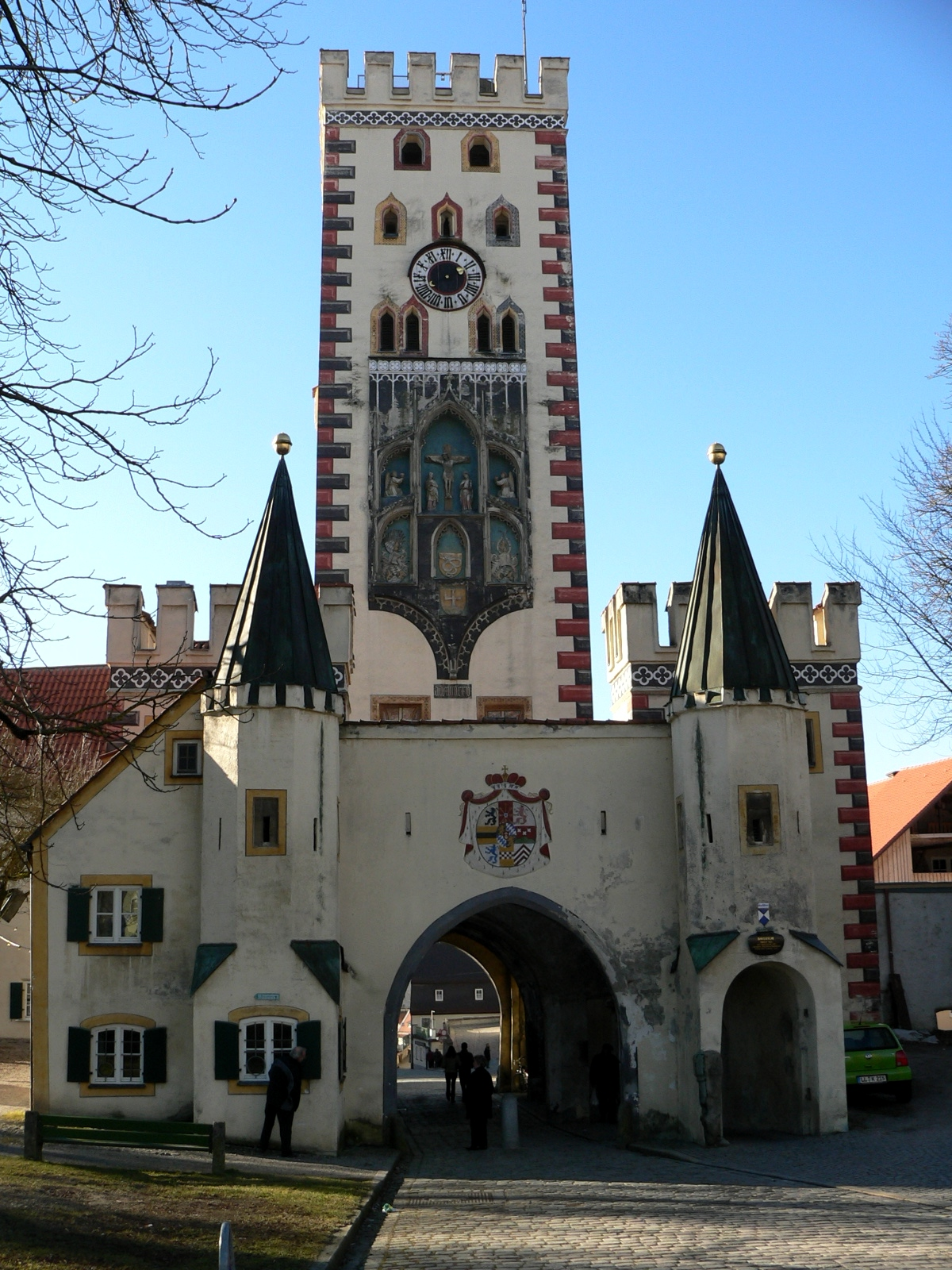
Brama Bayertor